# Otto Günsche
Otto Günsche (ur. 24 września 1917 w Jenie, zm. 2 października 2003 w Lohmar) – oficer SS w stopniu SS-Sturmbannführera, osobisty adiutant Adolfa Hitlera. Uczestniczył w spaleniu jego zwłok.
W czasie wojny służbę pełnił 1 Dywizji Pancernej SS Leibstandarte Adolf Hitler. Przeżył zamach na życie Hitlera, który miał miejsce 20 lipca 1944 w kwaterze w Wilczym Szańcu.
Gdy upadek III Rzeszy był już przesądzony, Hitler prosił go, by ten zapewnił go, że jego zwłoki zostaną spalone po śmierci. Günsche spełnił obietnicę, a kilka godzin później opuścił berliński bunkier. Miało to miejsce 30 kwietnia 1945. Niebawem został wzięty do niewoli przez radzieckich żołnierzy otaczających miasto. Jeńcem został 2 maja, a poddał się w browarze Schultheissa.
Został skazany na karę pozbawienia wolności, którą odbywał w więzieniu w Budziszynie, skąd zwolniono go w roku 1956. Zmarł na skutek choroby serca w swoim domu w Lohmar w roku 2003. Pozostawił troje dzieci.
Postać Günschego została sportretowana w filmie z 2004 roku Upadek (Der Untergang), opowiadającym o ostatnich dniach życia Hitlera. W jego rolę wcielił się niemiecki aktor Götz Otto.

## Ordery i odznaczenia
- Czarna Odznaka za Rany 20 lipca 1944 (2 września 1944)[2]
- Odznaka Szturmowa Piechoty
- Krzyż Żelazny I klasa